# Wdzięk (literatura)

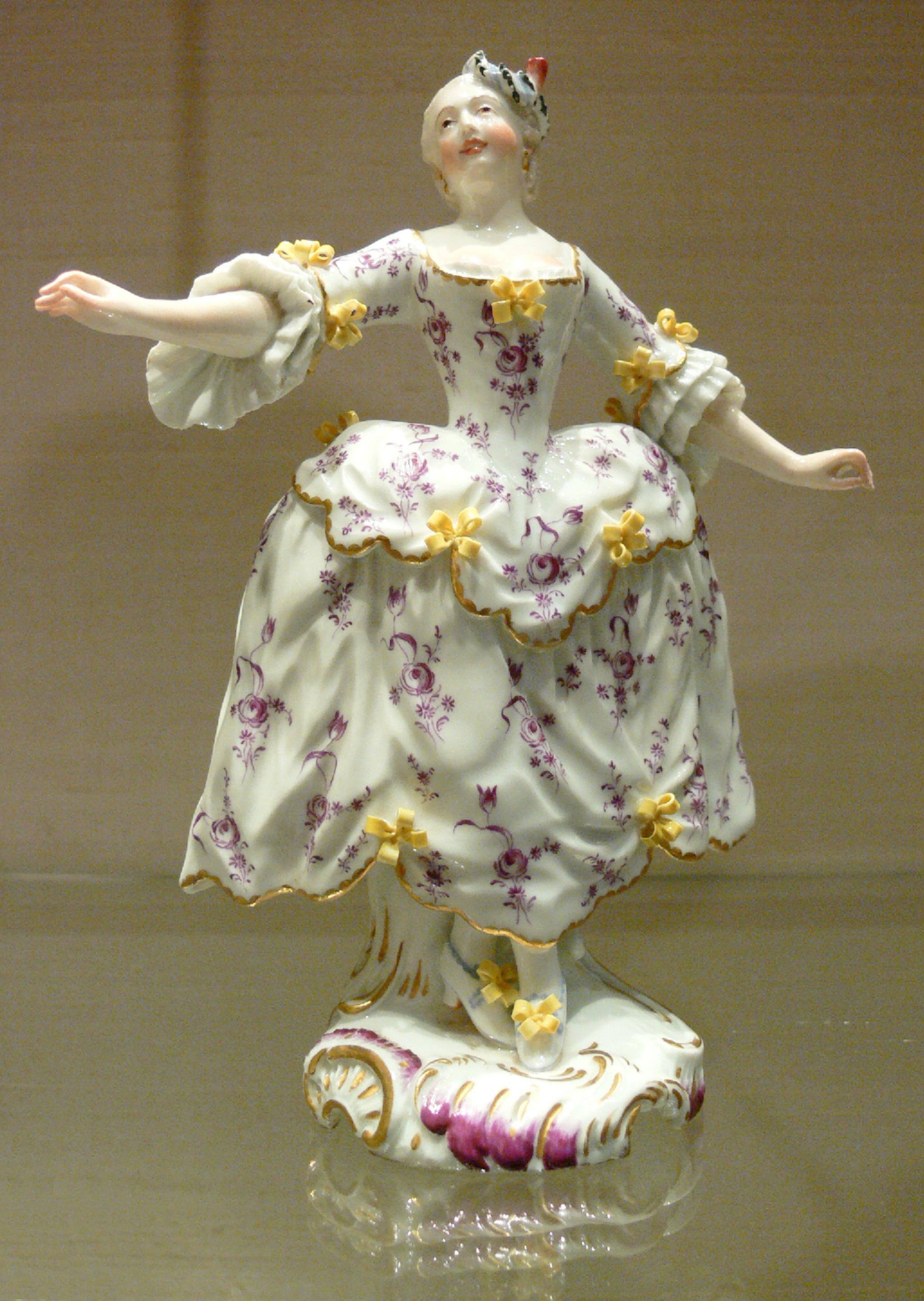
Pełna rokokowego wdzięku porcelanowa tancerka (1755)

Wdzięk - właściwość dzieła literackiego, dzieła sztuki uważana przez pewne teorie estetyczne za konieczny warunek jego piękna, albo też za czynnik wobec piękna nadrzędny.

## Kategoria estetyczna
Kategoria wdzięku znana była w estetyce antycznej. Odpowiadał jej grecki termin charis i łaciński venustas. Była szczególnie ceniona od czasów renesansu. Dużą rolę grała w poglądach teoretyków renesansu, takich jak np. G. Pico, P. Bembo, B. Castiglione, natomiast dla przedstawicieli rokoka i préciosité stała się podstawowym kryterium wartości sztuki. Wdzięk określany był jako przeciwieństwo sztuczności, jako wynik umiejętnego ukrycia wysiłku twórczego, odrzucania sztywnych reguł i osiągnięcia efektu lekkości i swobody dzieła. Utożsamiany był niekiedy z bogactwem i ozdobnością utworu, częściej zaś traktowany jako właściwość, której istoty nie da się bliżej określić (je ne sais quoi), o której sądzić można wyłącznie na podstawie smaku.

## Zasadnicze cechy
- naturalność połączona z artyzmem
- przeciwieństwo sztuczności
- lekkość stylu
- bogactwo i ozdobność utworu
- ukrycie wysiłku twórczego
- przedstawianie uczuć łagodnych, spokojnych stanów psychicznych, harmonijnych obrazów.